# Казирате-д’Адда
Казира́те-д’А́дда (итал. Casirate d'Adda, ломб. Casiràt) — коммуна в Италии, располагается в регионе Ломбардия, в провинции Бергамо.
Население составляет 3859 человек (2008), плотность населения составляет 386 чел./км². Занимает площадь 10 км². Почтовый индекс — 24040. Телефонный код — 0363.
Покровителем коммуны почитается святой апостол и евангелист Марк, празднование 25 апреля.

## Демография
Динамика населения:

## Администрация коммуны
- Официальный сайт: http://www.comune.casirate.bg.it/ Архивная копия от 4 июля 2010 на Wayback Machine